# Palynivoor
Palynivoor of polleneters zijn dieren die voornamelijk leven van stuifmeel.